# كابرا
كابرا (بالإنجليزية: Cabra)‏ هي مدينة إيرلندية تقع شمال العاصمة دبلن. وتبعد حوالي 2 كلم عن شمال شرق وسط العاصمة. كانت تسمى Cabragh إلى حدود بدايات القرن العشرين.

## أعلام
- مايكل غامبون
- ستيف كولنز

## وصلات خارجية
1. www.cabrahistory.com